# Armoiries de Gibraltar
Les armoiries de Gibraltar furent octroyées par un édit royal signé à Tolède le 10 juillet 1502, par Isabelle de Castille. Les armoiries sont encore utilisées dans deux versions légèrement différentes par l'actuel gouvernement de Gibraltar (dépendant de l'autorité britannique) et par la municipalité de San Roque (dépendante de l'autorité espagnole).

## Description héraldique
Les armoiries sont décrites dans l'édit royal en ces termes : 
"Un écusson sur lequel les deux tiers sera un champ blanc et sur le dit champ présente un château rouge, et sous le dit château, sur le dernier tiers de l'écusson une cléf en or est suspendue par une chaîne du dit château."